# Parkoorworm
De parkoorworm (Apterygida media) is een insect dat behoort tot de orde oorwormen (Dermaptera). 
Met een lichaamslengte van 6 tot 10 millimeter is dit een relatief kleine soort, de lichaamskleur is roodbruin tot bruin. De voorvleugels ontbreken, de achtervleugels zijn sterk gedegenereerd tot kleine schubjes. De oorworm kan door het ontbreken van ontwikkelde vleugels niet vliegen. Mannetjes en vrouwtjes zijn te onderscheiden aan de achterlijfsaanhangsels of cerci, die van het vrouwtje zijn recht en die van het mannetje iets gekromd, ze hebben een stekeltje aan de binnenzijde van de basis. 
Apterygida media komt voor in bossen en leeft in de strooisellaag tussen de bladeren. In Nederland is deze oorwormsoort niet algemeen.